# Pipa (vapendel)
En pipa är den rörformade del på en kulspruta eller ett eldhandvapen ur vilken projektilen (kulan) utskjutes. 
Ordet "pipa" används bara för finkalibriga vapen. På eldvapen av kaliber större än 20 millimeter (grovkalibriga vapen) kallas motsvarigheten till pipan istället "eldrör". Pipor till musköter tillverkades på så sätt att en avlång plåt av järn uppvärmdes och veks över en järnstång. Plåten bearbetades med hammare tills den hade fått formen av ett rör, och helt täckte stången. Därefter hamrades skarven så att de två kanterna välldes samman. Slutligen dras järnstången ut och pipan slipas. En pipa kunde även tillverkas genom damaskering.
Först på 1870-talet kunde man i industriell skala tillverka pipor genom att borra ett hål genom en massiv stång. Från mitten av 1850-talet började man efter hand gå över till bakladdade gevär med spiralvridna räfflor i loppet. Dessa räfflor skars, en och en, i en ganska tidskrävande process. Det handlade således om avverkande bearbetning. Efter skärningen måste räfflorna slipas och poleras. Från 1960-talet har det blivit vanligt med hamrade pipor, där ett kort och tjockt pipämne, i kallt tillstånd, bearbetas plastiskt i en hamringsmaskin. Räfflorna åstadkoms av en dorn, med samma tvärsnitt som det färdiga loppet, vilken placeras i loppet under bearbetningen. Någon efterbearbetning var ej nödvändig.
På senare tid har man utvecklat tekniken att dra räfflorna i en enda operation. Med våldsam kraft trycker man en räfflad dorn genom pipämnet. Dornen präglar helt enkelt in räfflorna i loppet. Även här rör det sig om plastisk bearbetning.
Loppets längd påverkar hur långt man kan skjuta med viss precision. Kortare pipa ger lite lägre utgångshastighet och därmed lägre kulbana.
Om loppet är räfflat bringas kulan att rotera axiellt, vilket förbättrar stabiliteten och medverkar till en rakare projektilbana, så kallad rotationsstabilisering, vilket fungerar enligt principen om rörelsemängdsmoment ("gyroeffekten"). Dock ger rotationen i kombination med luftmotståndet en liten avvikelse i sidled, förutom den ballistiska kurvan som orsakas av gravitationen, se ballistik. För runda kulor används däremot i regel rakborrat lopp.

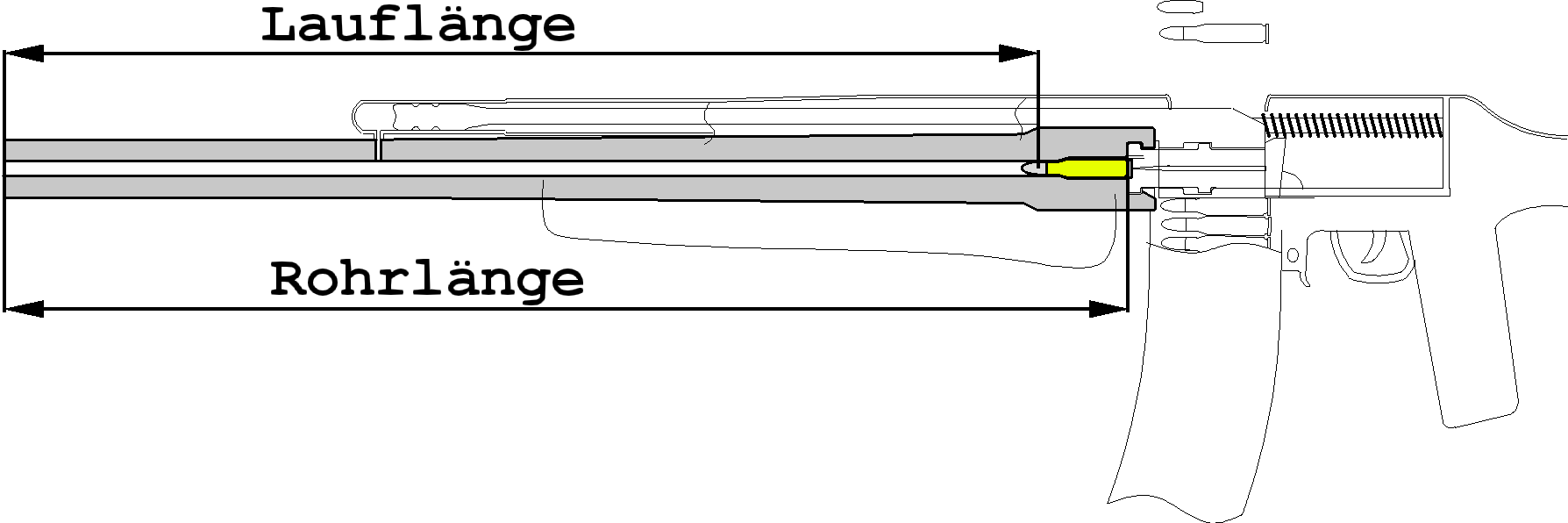
Längd på pipa och lopp hos handeldvapen